# 請求權
請求權（德語：Anspruch）是权利類型的一種，指向特定一方請求一定的作為或不作為，其所請求的法律依據則稱作請求權基礎。在法律上，請求權一般較常見於私法體系（如財產法和身分法的請求權），不過公法體系中亦有請求權的存在（如聽審請求權、公正程序請求權）。在私法上，請求權具有一定期間的消滅時效，若權利人逾期不行使，相對人將會取得可以對抗該請求權的抗辯事由，稱作「時效抗辯」。

## 權利種類

### 私法上請求權
私法上的請求權主要是基於財產法與身分法。常見的請求權如下：
財產法上請求權
- 不當得利返還請求權
- 損害賠償請求權
- 買賣價金請求權
- 租金請求權
- 物之交付請求權
- 借贷返還請求權
- 承攬或委任報酬請求權
- 物權請求權

身分法上請求權
- 扶養請求權
- 履行同居義務請求權

### 公法上請求權
- 聽審請求權
- 公正程序請求權
- 資訊公開請求權
- 結果除去請求權
- 其他公法義務請求權（如社会保险、津貼補助之給付請求權）

### 人格權之請求
《中華民國民法》第18條規定，人格權遭侵害或是有受侵害之虞時，得請求法院除去或防止之，並可請求損害賠償或慰撫金，稱為「人格權除去侵害請求權」與「人格權侵害防止請求權」；第19條則是對於姓名權的保護。此規定至為特殊，其體系編排位於總則編，非債權、物权或身分關係之請求權，且實務上認定未有時效限制。

## 與形成權之差異
在私法領域中，請求權常與另一权利「形成權」混淆：前者目的為實現一定的行為（或不行為），需要相對人協力完成；而後者旨在形成一定的法律关系，可獨自完成。以買賣關係舉例，買受人（買方）享有物之交付請求權，但若要實現權利，則必需出賣人（賣方）協力完成其交付義務；但買受人若是因商品瑕疵等因素，依法行使契約解除權時，由於該權利係形成權，因此只要買受人依法傳達解除的意思表示，權利內涵就會生效，契約據此解除。
在民事诉讼中，以請求權為訴訟標的的訴訟稱為「給付之訴」，判決內容係以被告需給付一定的動產或不動產予原告，例如拆屋還地訴訟；以形成權為標的的訴訟則包括「形成之訴」和「確認之訴」，目的在於請求法院確立形成權或法律關係，例如確認婚姻關係不存在訴訟。
此外，民法某些形成權因為翻譯的緣故，字面上雖稱作「請求權」，但觀諸其權利內涵並非實現一定行為，而是使法律关系發生、變更或消滅。此類形成權諸如契约的減少報酬請求權及共有物分割請求權等等。

## 權利消滅及障礙

### 請求權消滅
請求權是伴隨法律关系而生的，一旦法律關係結束，請求權也就跟著消滅；例如租約到期以後，倘承租人（租客）已如實清償租金並交還房屋，則出租人（房東）的租金請求權就跟著不復存在。除了自然消滅之外，法律關係的結束也可能是基於法定原因或法院裁判，像是買賣關係其中一方選擇解除契約後，此時原來的法律關係也告消滅，因此雙方都不可以再請求支付價金或交付買賣標的物；至於如先前已經給付價金或物品者，將會形成新的法律關係，必需依據新的請求權基礎（如不當得利返還請求權）來討回。

### 請求權障礙
民法的主要任務之一在於維護交易安全，若請求權毫無限制地永續存在，將可能使交易秩序陷入不確定的狀態。因此，法律對於請求權的行使設有一定的期間限制，一旦過了時效，原先的請求權雖然不會消滅，但是相對人會因此而取得抗辯權，這個制度稱為「消滅時效」。以中華民國的《民法》為例，第125條規定一般請求權期間為15年，假設甲於公元2000年借100萬元給乙，則到了2015年之後，甲仍然可以向乙請求返還借款，但此時乙得以§125時效消滅規定為抗辯事由，主張對抗甲的返還請求權。

## 外部連結
- 新的訴因,new cause of action （页面存档备份，存于）
- 訴訟程式；訴訟格式,forms of action （页面存档备份，存于）